# Aurelio Luini

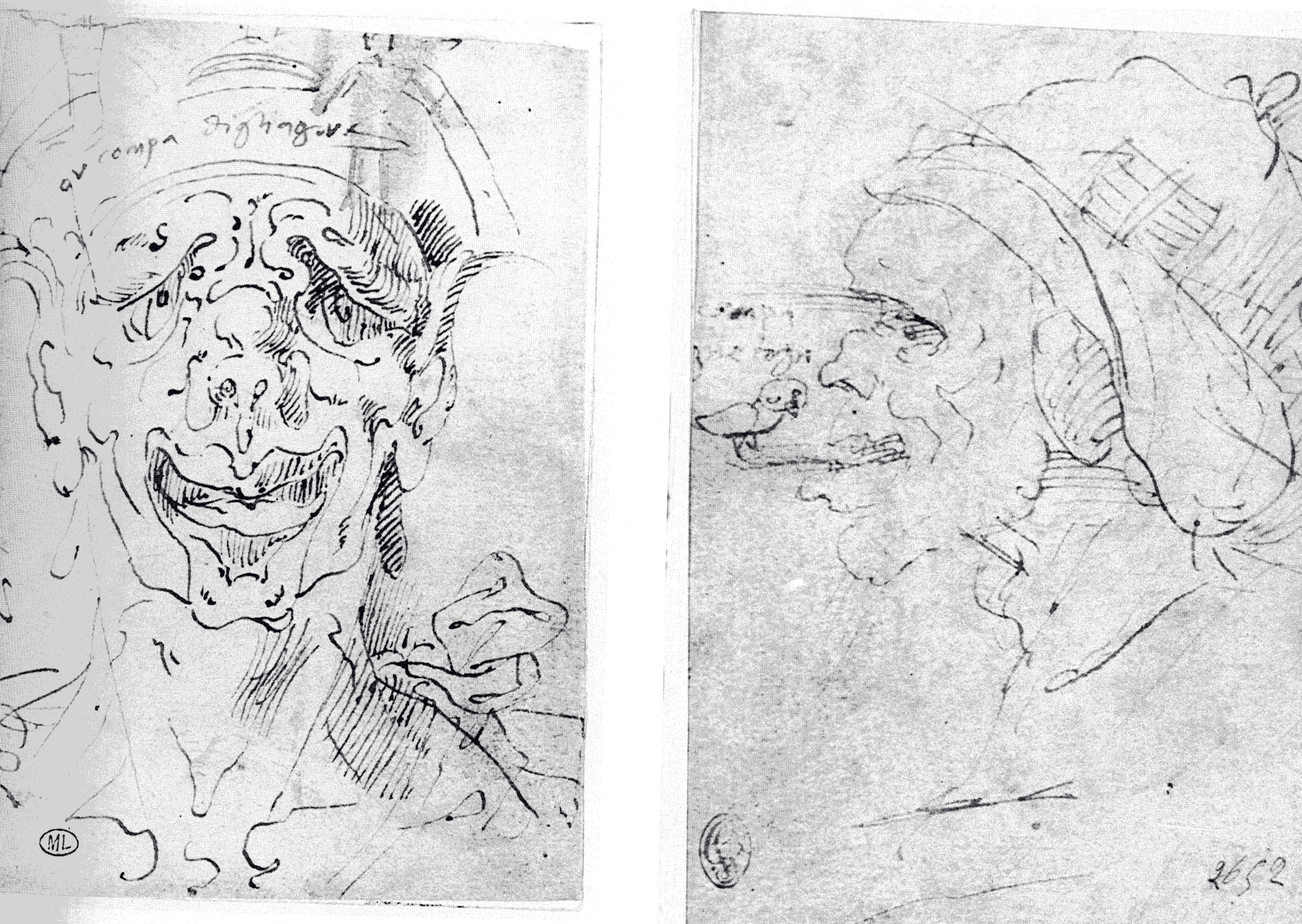
Ol compà Digliagòr I Ol compà Braghetògn, dues caricatures. Pinacoteca Ambrosiana, Milà.

Aurelio Luini (c. 1530 — 1593) va ser un pintor italià i dibuixant de Milà, el quart i últim fill de Bernardino Luini. Representant tardà del Manierisme, va ser amic de Gian Paolo Lomazzo.

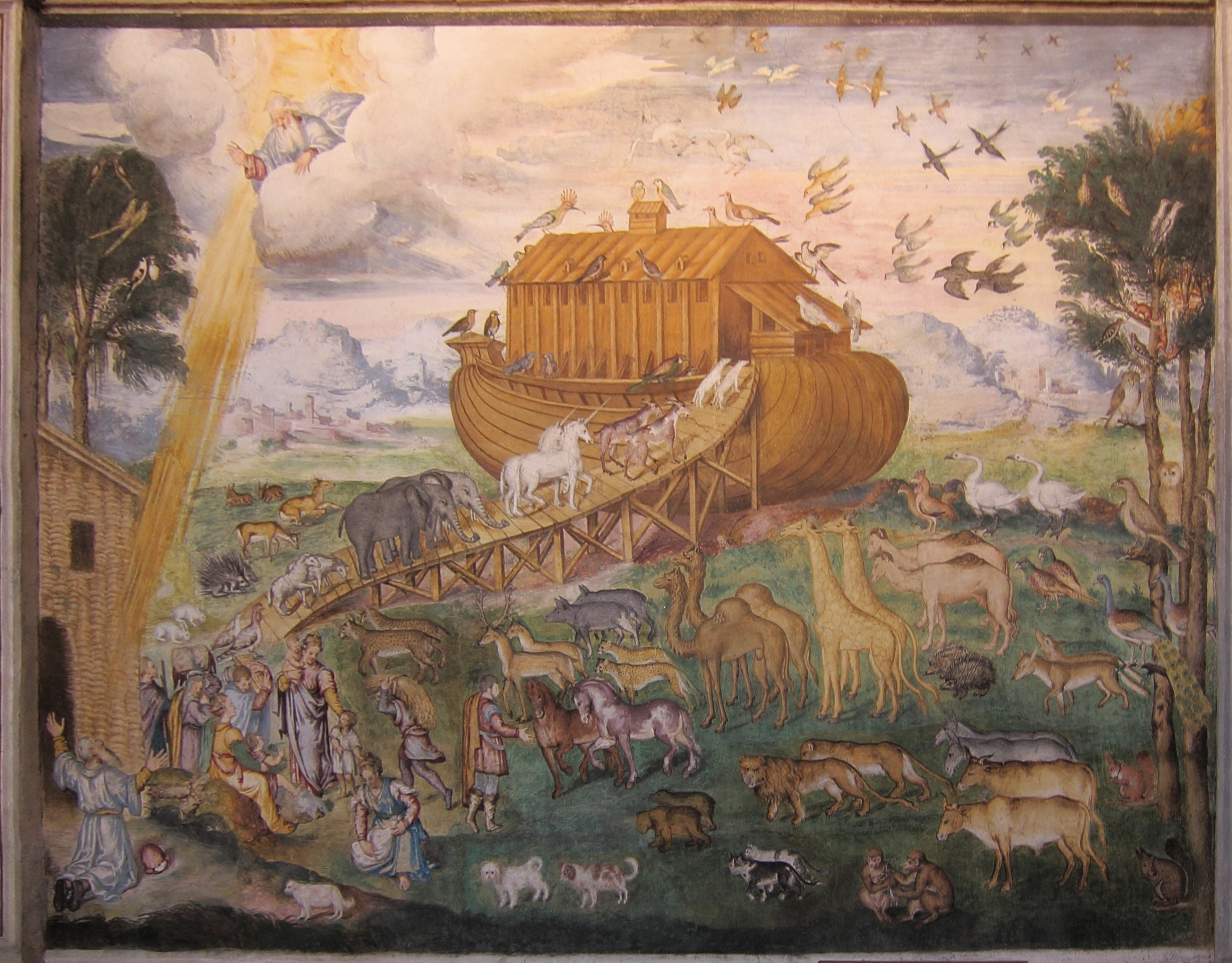
The Animals Enter Noah's Ark, pintat per Aurelio Luini, ca. 1556. Sant Maurizio al Monastero Maggiore Església, Milà, Itàlia.

Juntament amb el seu germà Giovan Pietro, també pintor, va treballar el fresc de la capella de la Resurrecció o Bergamini, a l'església de Sant Maurizio al Monestir Major a Milà (1555).
Altres treballs d'ell inclouen Lamentació a Sant Barnaba, frescs a Santa Maria di Campagna de Pallanza, Llac Maggiore (juntament amb Carlo Urbino), frescs per a Sant Vincenzo alle Monache (ara en la Pinacoteca de Brera), una Santa Tecla per a la Catedral de Milà i una Verge amb el Nen entre sant Roc i sant Sebastià per a la catedral de Tortona.